# Dominick Drexler
Dominick Drexler (* 26. Mai 1990 in Bonn) ist ein ehemaliger deutscher Fußballspieler und heutiger Fußballtrainer.

## Spielerkarriere

### Erste Jahre
Mit fünf Jahren begann Drexler beim 1. SF Brüser Berg, einem Bonner Stadtteilverein, mit dem Fußballspielen. Über den Bonner SC und Alemannia Aachen gelangte er 2007 in die A-Jugend von Bayer 04 Leverkusen, für die er in der A-Jugend-Bundesliga West spielte. Dort erzielte er in zwei Jahren in 46 Spielen 26 Tore. Im zweiten Jahr war er mit 16 Toren in 24 Punktspielen teaminterner Torschützenkönig. Im folgenden Jahr spielte er in der Regionalliga-Mannschaft der Werkself. Nach einem Jahr verließ er die Leverkusener und wechselte 2010 zum Drittligisten Rot-Weiß Erfurt.
Nach anfänglichen Verletzungsproblemen gab er am 10. Spieltag der 3. Liga sein Profidebüt in der ersten Mannschaft als Einwechselspieler. Im Saisonendspurt, in dem RW Erfurt um den Aufstieg in die 2. Bundesliga spielte, rückte Drexler in die Startelf auf. In der Saison 2011/12 war er Stammspieler, meist im linken Mittelfeld. In 34 Saisonspielen erzielte er acht Tore und bereitete fünf weitere Treffer vor. Nach dieser Saison wollte die SpVgg Greuther Fürth ihn nach Franken holen, jedoch ließ RW Erfurt ihn nicht gehen, da er noch ein Jahr Vertrag bei den Thüringern hatte. Nachdem sich die beiden Vereine nicht auf eine Ablösesumme geeinigt hatten, blieb Drexler in Erfurt. In seiner letzten Saison erzielte er vier Tore und bereitete acht weitere vor.

### SpVgg Greuther Fürth, VfR Aalen und Holstein Kiel
Zur Saison 2013/14 unterzeichnete Drexler einen Vertrag bei der SpVgg Greuther Fürth mit einer Laufzeit bis Sommer 2015. Er konnte sich bei den Fürthern jedoch nicht durchsetzen und absolvierte in der gesamten Spielzeit neun Zweitligaspiele, davon vier von Beginn an. Zudem kam er fünfmal bei der zweiten Mannschaft in der Regionalliga Bayern zum Einsatz, wobei ihm vier Treffer gelangen. Nach einem Jahr verließ Drexler die Fürther und wechselte zum Ligakonkurrenten VfR Aalen, bei dem er einen bis 2016 laufenden Vertrag unterzeichnete. Mit dem Verein stieg er 2015 in die 3. Liga ab.
Nach Ablauf der Saison 2015/16, in der Drexler mit neun Toren und sieben Vorlagen zum Klassenerhalt der Aalener beigetragen hatte, wechselte er zu Holstein Kiel und erhielt er einen bis 2019 laufenden Vertrag. Diese Laufzeit wurde durch den Aufstieg in die 2. Bundesliga um ein weiteres Jahr verlängert.

### Über Dänemark nach Köln
Nachdem Drexler mit den „Störchen“ in der Relegation der Saison 2017/18 gegen den VfL Wolfsburg den Aufstieg in die Fußball-Bundesliga verpasst hatte, unterschrieb er am 30. Mai 2018 für die Saison 2018/19 einen Vertrag beim dänischen Meister FC Midtjylland. Nur drei Wochen später verließ er den FC Midtjylland wieder und schloss sich dem 1. FC Köln an. Drexler erhielt beim Bundesliga-Absteiger einen Vierjahresvertrag und spielte damit wieder unter Markus Anfang, unter dem er bereits in Kiel gespielt hatte.

### FC Schalke 04
Kurz vor dem Saisonstart 2021/22 wechselte Drexler zum Bundesliga-Absteiger FC Schalke 04, bei dem er einen Zweijahresvertrag unterschrieb. Zum Ende der Saison stieg er mit Schalke in die Bundesliga auf, hieran hatte er mit drei erzielten Toren und fünf Torvorlagen Anteil. Nach der Saison 2022/23 stieg Drexler mit dem Verein direkt wieder in die 2. Bundesliga ab.
Anfang April 2024 wurde Drexler vom Cheftrainer Karel Geraerts suspendiert. Auch mit dem Beginn der Sommervorbereitung 2024 folgte keine Rückkehr in den Kader, stattdessen musste er seither separat trainieren. Sein Vertrag lief am 30. Juni 2025 aus.

## Trainerkarriere
Nach dem Ende seines Lizenzspielervertrags wurde Drexler zur Saison 2025/26 Co-Trainer von Charles Takyi bei den B1-Junioren (U17) des FC Schalke 04, die in der U17-DFB-Nachwuchsliga spielen.

## Erfolge
- Deutscher Zweitligameister und Aufstieg in die Bundesliga (2): 2019 (1. FC Köln), 2022 (FC Schalke 04)
- Aufstieg in die 2. Bundesliga: 2017 (Holstein Kiel)
- Schleswig-holsteinischer Landespokalsieger: 2017 (Holstein Kiel)
- Deutscher A-Junioren-Pokalsieger: 2008 (Bayer 04 Leverkusen)